# أندرمات

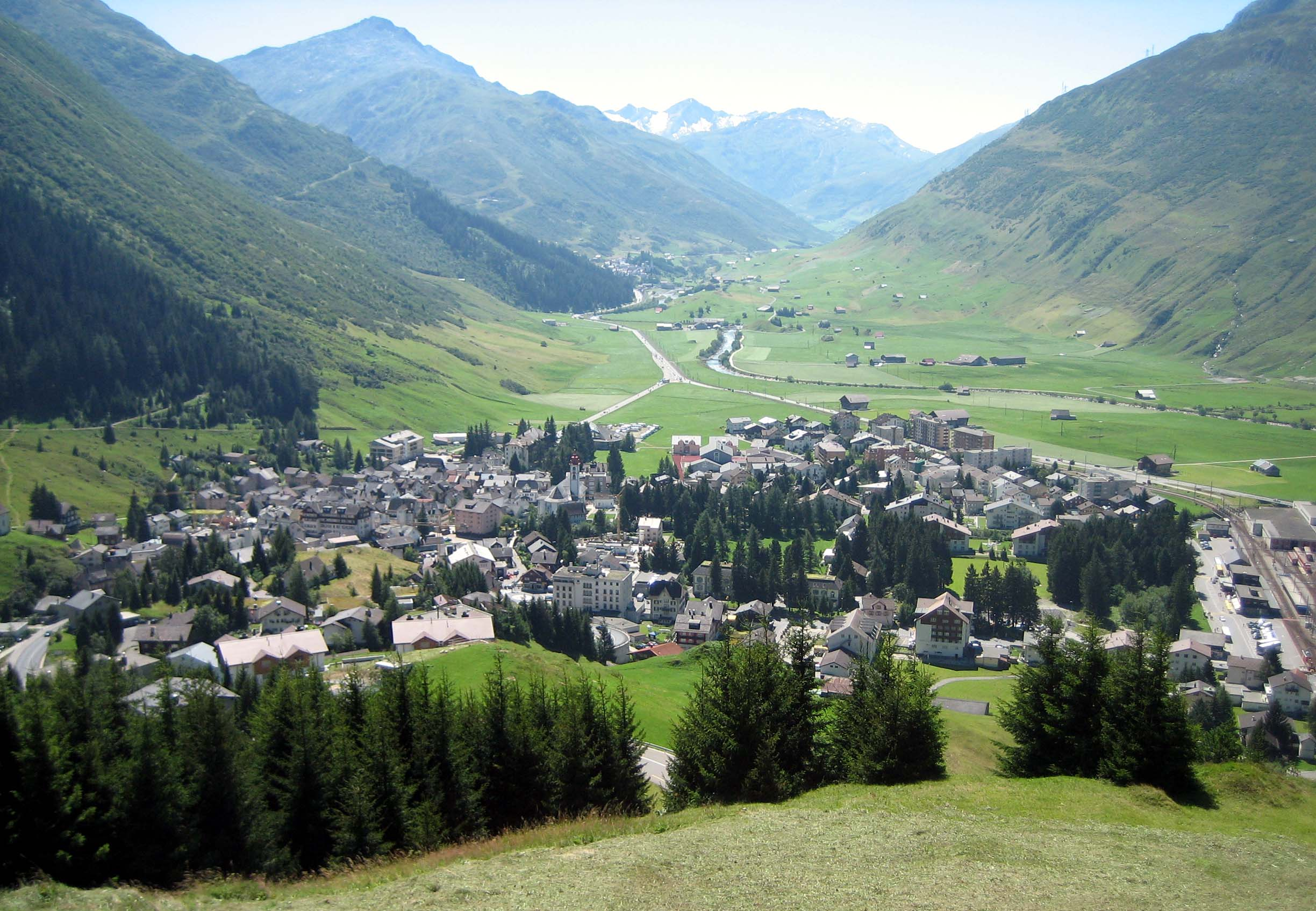

درع المدينة

مدينة أندرمات (بالإنجليزية: Andermatt) هي مدينة صغيرة فسي وسط سويسرا. تقع في وادي بين جبال سويسرا الخضراء المرتفعة في كانتون «أوري». الجبال المحيطة بالمدينة تسمى «أوبرالب باس»، ويوجد بالقرب منها مثلجة غورشين وتسمى بالألمانية «غورشسن غليتشر.» المدينة صغيرة وهادئة ويأتي إليها السياح صيفا، كما يأتوها شتاء للانزلاق على الجليد.

## تضاريسها
تقع أندرمات في وادي بين الجبال المرتفعة على نهر «ريوس». ويتوزع فيها السكان بين وسط المدية الصغير وعلى جبال أوبرألب باس.
2% من مساحتها مناطق سكانية، معظمها حقول زراعية بنسبة 41% . ونظرا لموقعها في جبال الألب فتغطي الغابات 5و5 % من مساحتها.

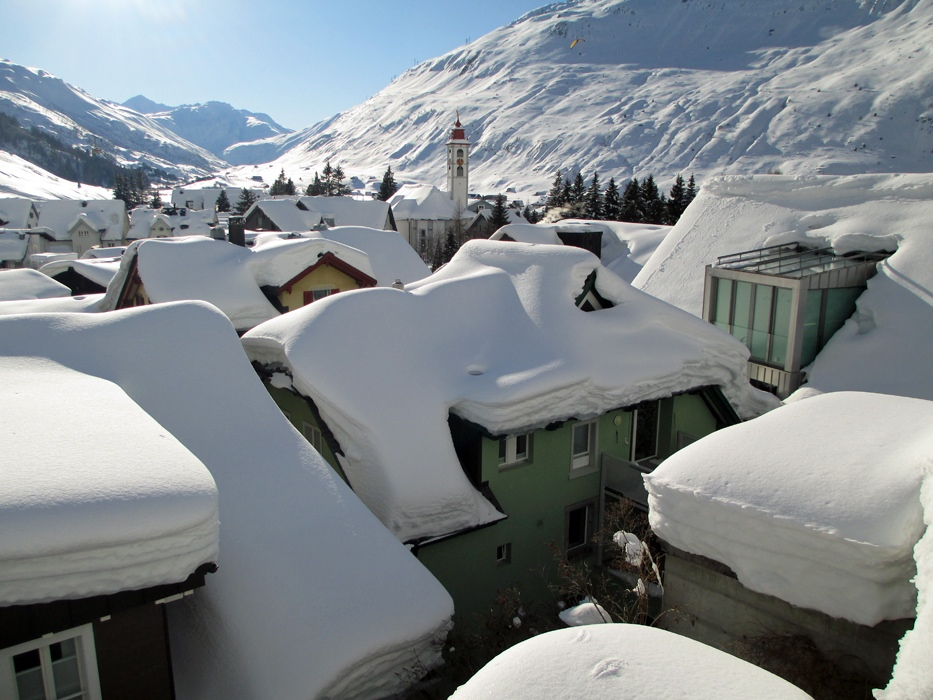
أندرمات في الشتاء

## معرض صور

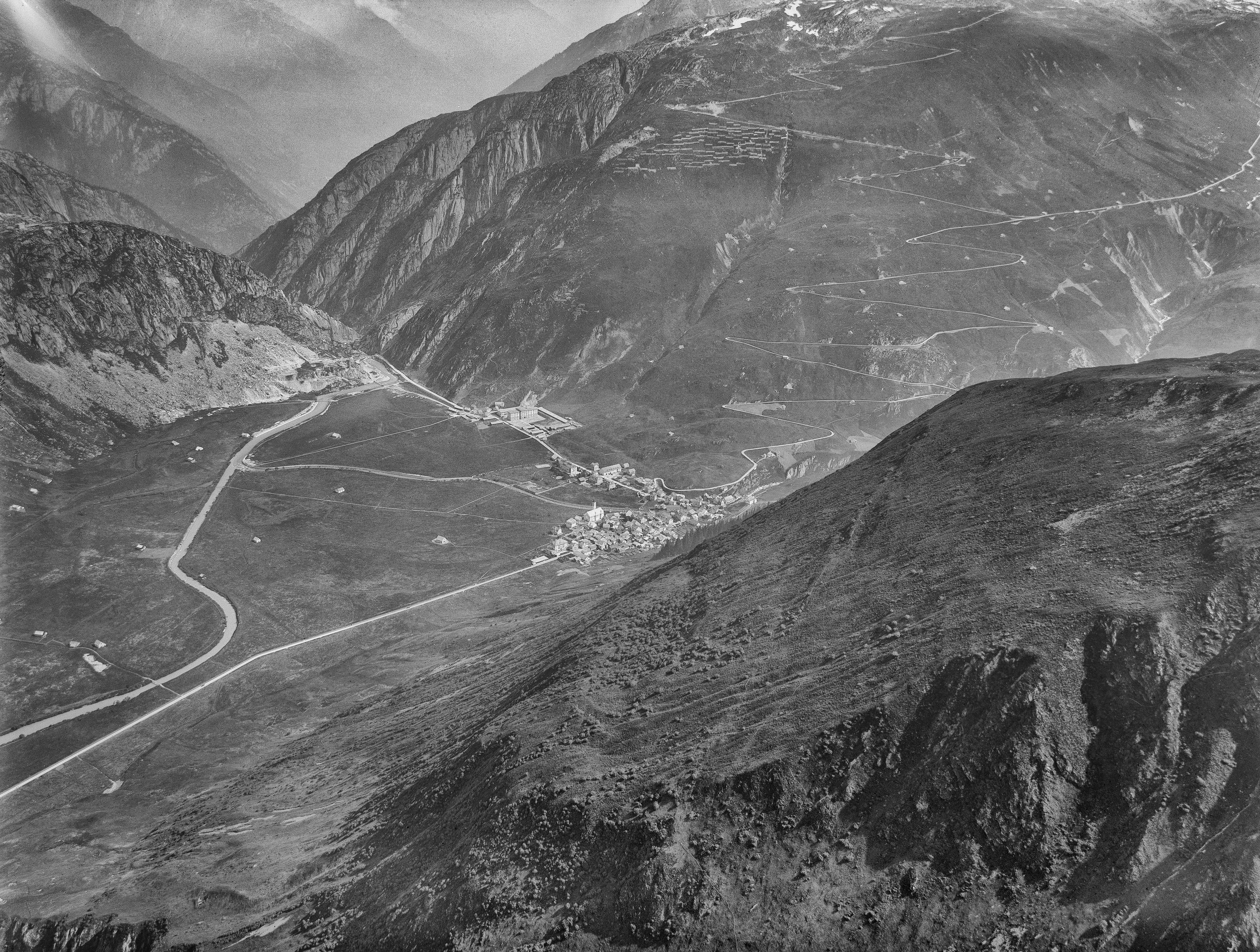
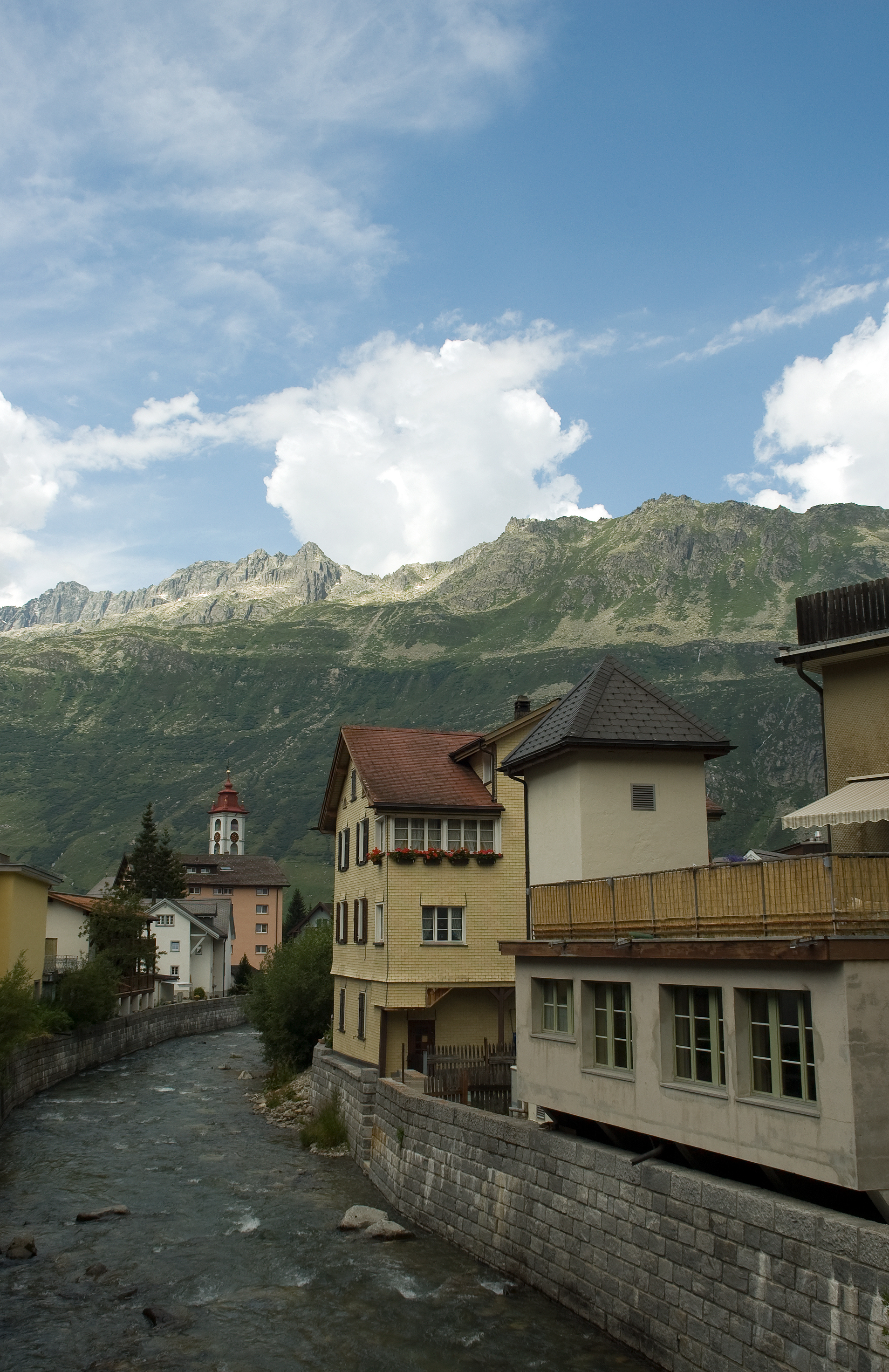
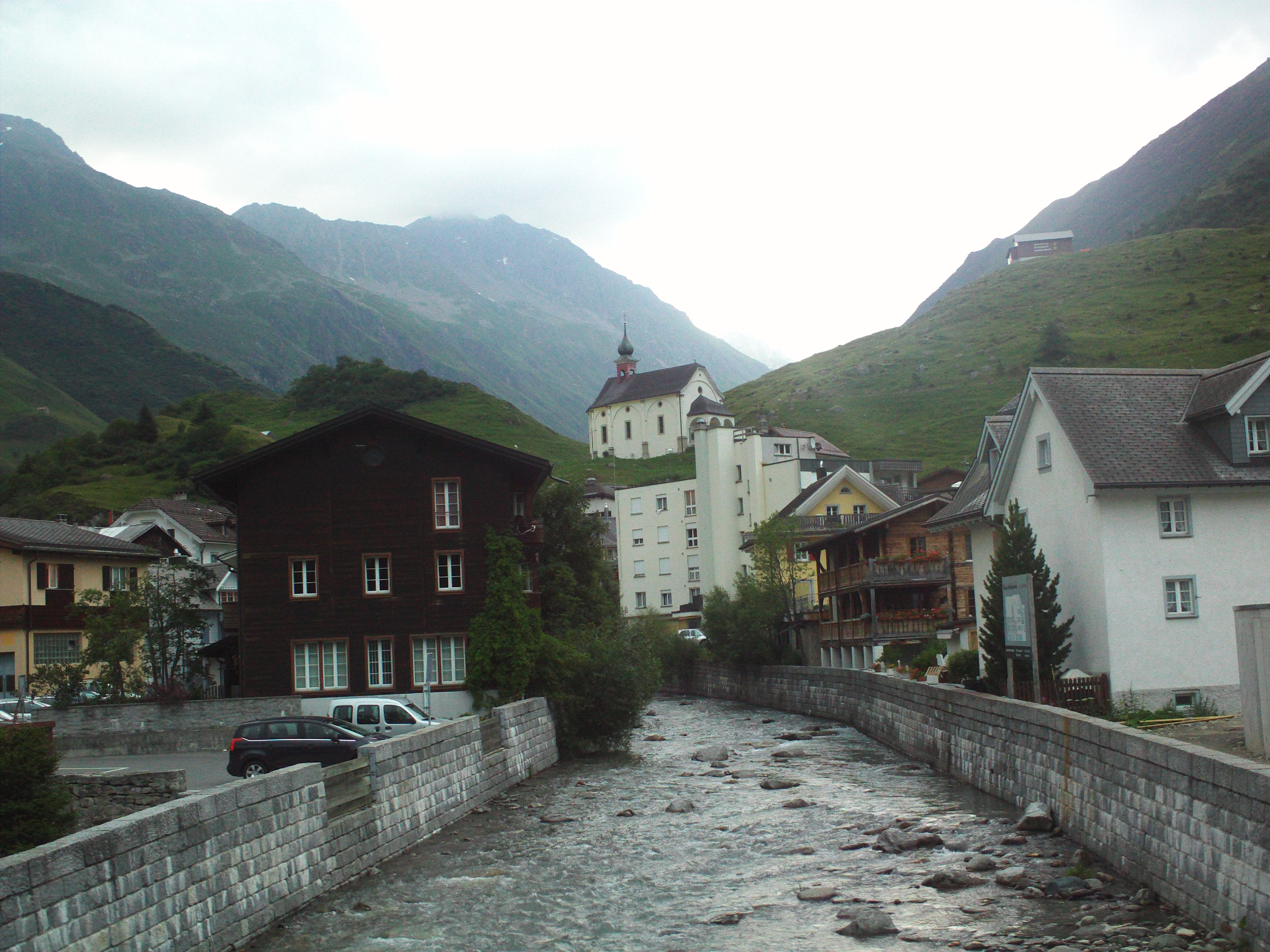
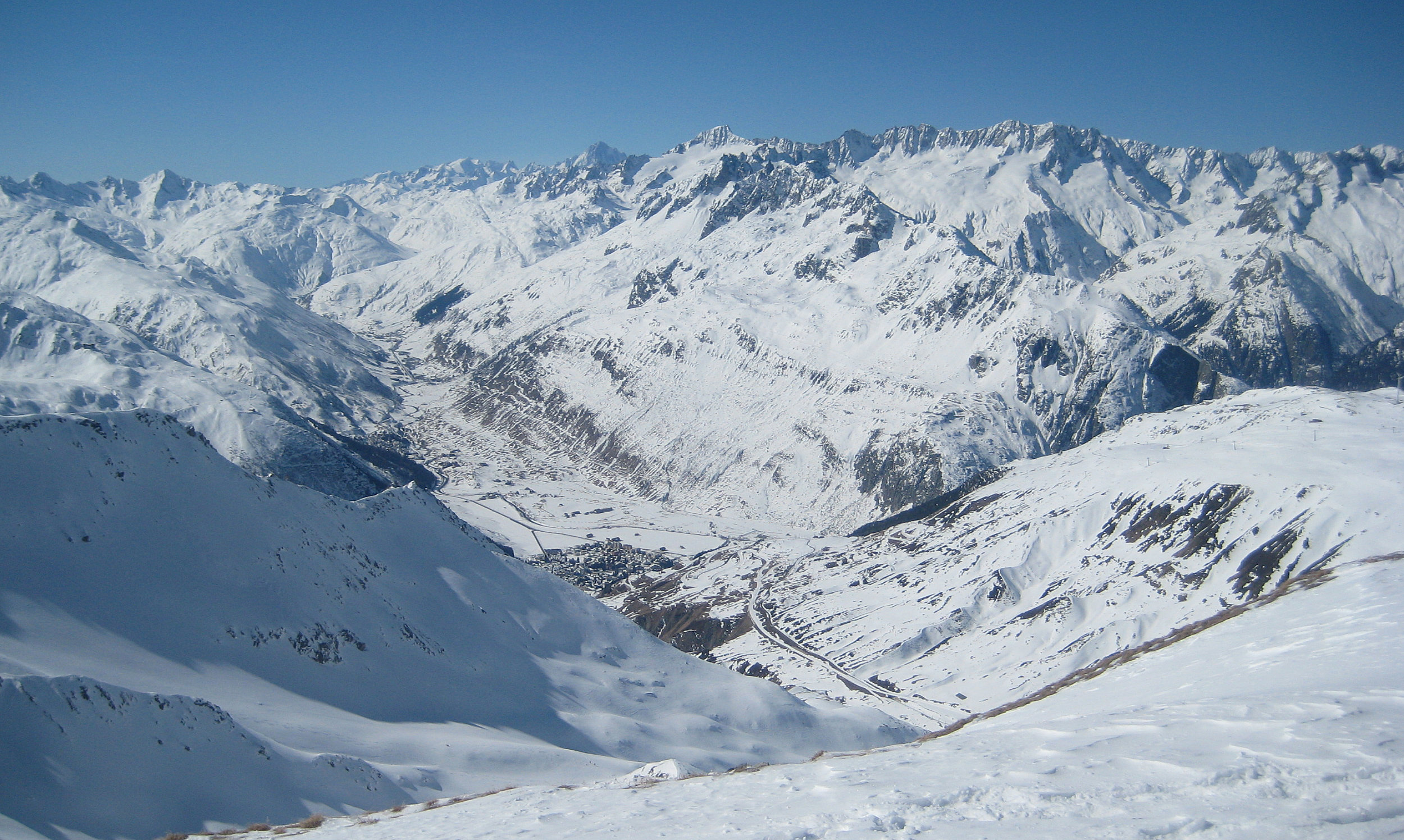

## اقرأ أيضا
- برن
- جينيف
- قنطرة شولينين